# 片貝町 (千葉県)
片貝町（かたかいまち）は、千葉県山武郡（山辺郡）にかつて存在した町である。
現在の九十九里町の中部にあたる。九十九里町の地名として現存する。現在でも九十九里町の行政の中心地となっている。

## 沿革
片貝の地名は、紀州加太浦（現在の和歌山県和歌山市加太）の漁民が開いたことに由来する。
- 1889年（明治22年）4月1日 - 町村制施行に伴い、片貝村、小関村、田中荒生村が合併して山辺郡片貝村が発足。
- 1897年（明治30年）4月1日 - 山辺郡、武射郡が統合されて山武郡となる。
- 1926年（大正15年）4月10日 - 町制を施行し、片貝町となる。
- 1955年（昭和30年）3月31日 - 豊海町、鳴浜村の一部（作田）と合併し、九十九里町を新設。同日片貝町廃止。

## 交通

### 鉄道
- 九十九里鉄道（合併後の1961年に廃止）
  - 九十九里鉄道線：西駅 - 学校前駅 - 上総片貝駅

上総片貝駅は現在も九十九里鉄道バスの「片貝駅」バス停として現存する。